# جیانلوکا باربا
جیانلوکا باربا (انگلیسی: Gianluca Barba؛ زادهٔ ۲۷ فوریهٔ ۱۹۹۵) بازیکن فوتبال اهل ایتالیا است.
از باشگاه‌هایی که در آن بازی کرده‌است می‌توان به باشگاه فوتبال آتالانتا اشاره کرد.